# Monte Siera
Le Monte Siera est un sommet des Alpes, à 2 443 m, dans les Préalpes carniques, en Italie (Frioul-Vénétie Julienne).